# Futbol a Turquia

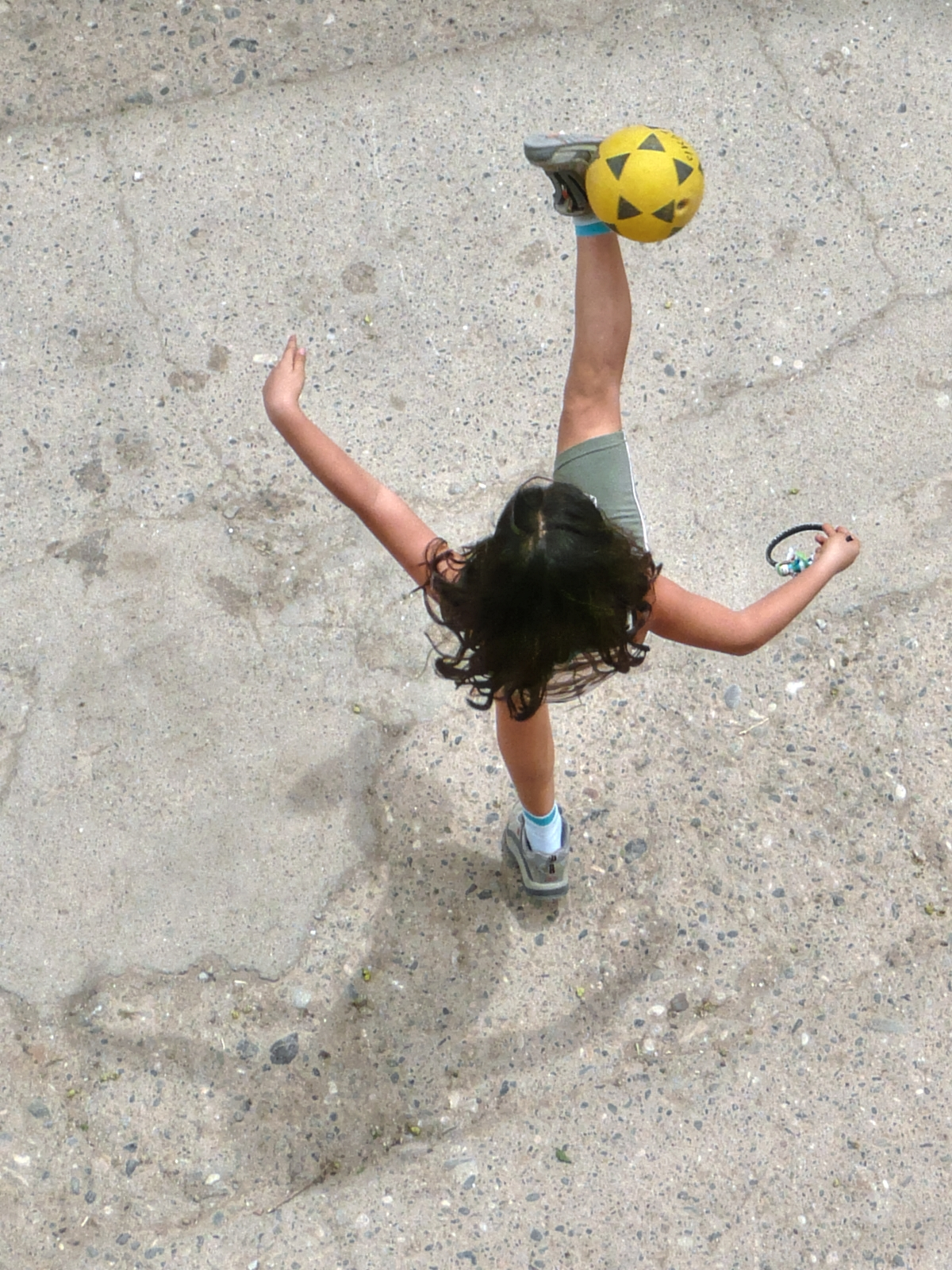
Nena jugant futbol a Mardin.

Futbol és el esport més popular a Turquia.
Les seves arrels se situen a l'època de l'Imperi Otomà. Els primers partits de futbol es jugaren a la Salònica otomana el 1875, introduït per anglesos residents al país. L'òrgan rector és la Federació Turca de Futbol.

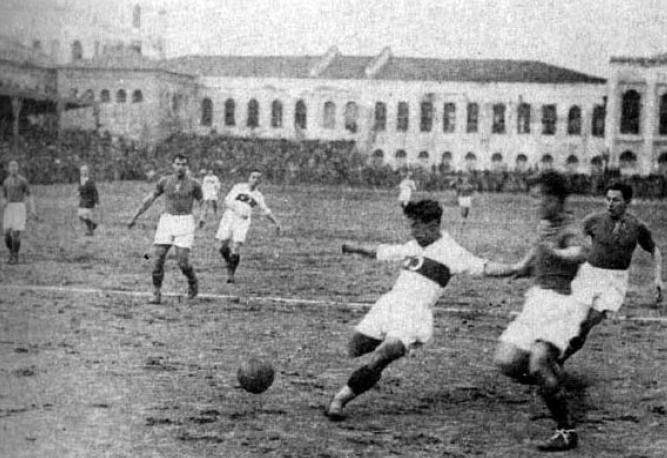
La selecció turca en un partit davant Hongria a l'Estadi Taksim el 22 d'abril de 1932.

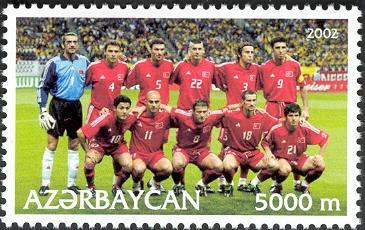
Segell emès per Azerbaitjan de la selecció de Turquia del Mundial 2002.

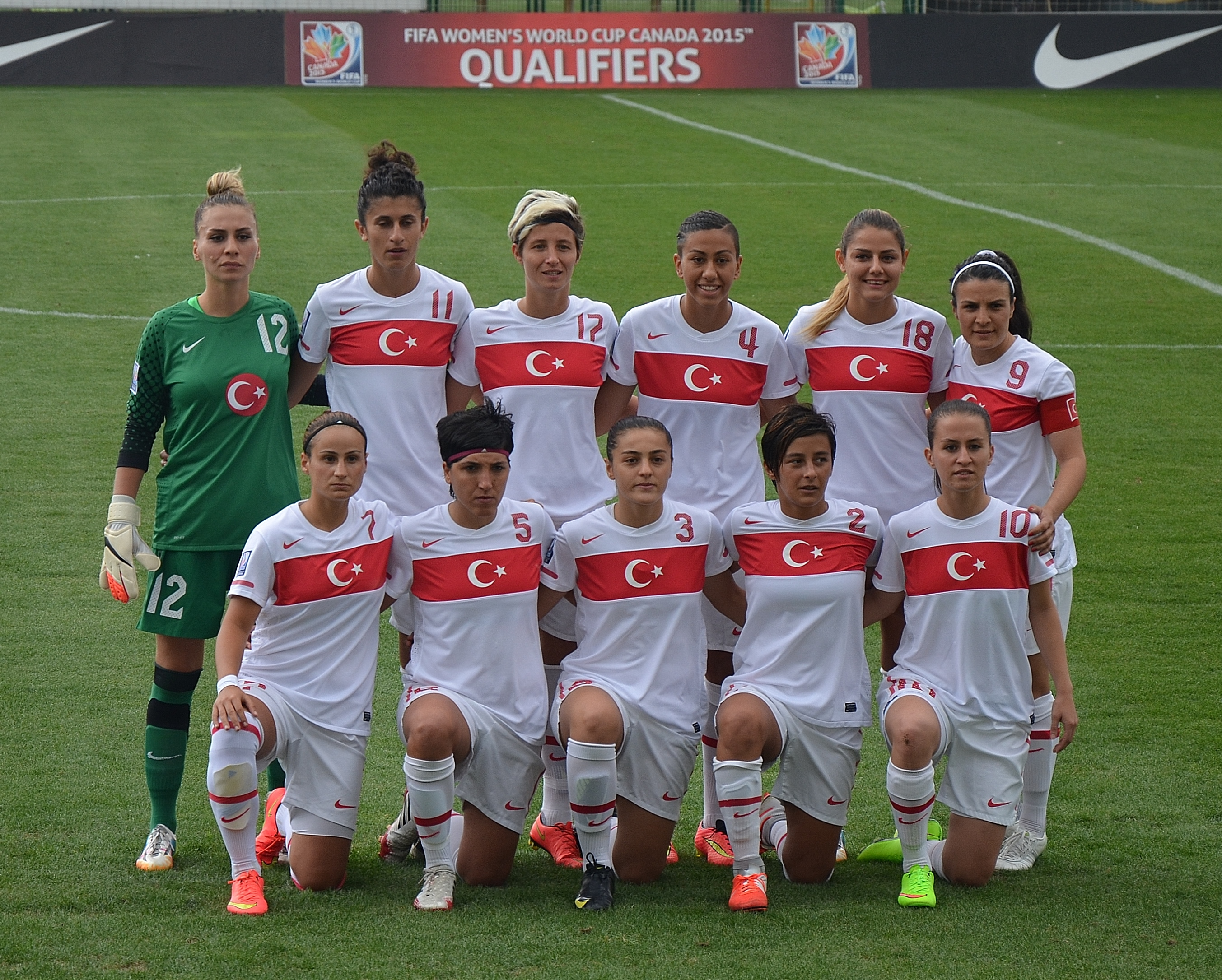
Selecció nacional turca de dones l'any 2014

## Història
La primera lliga de futbol del país fou la Lliga de futbol d'Istanbul creada el 1904. Altres lligues regionals foren creades a Ankara, Esmirna, Adana, Eskişehir, Edirne i Trebisonda. A nivell nacional, abans de la creació de la lliga professional, la Süper Lig, existiren dos campionats de primer nivell anomenats Campionat turc de futbol i Lliga Nacional turca de futbol.
La Süper Lig (Super Lliga) és la màxima competició nacional des de 1959. Galatasaray, Fenerbahçe, Beşiktaş, i Trabzonspor són els clubs amb més títols.
La selecció de futbol de Turquia disputà el seu primer partit el 26 d'octubre de 1923, que acabà amb empat a 2 davant Romania. El seu primer èxit fou la classificació per la Copa del Món de futbol de 1954, eliminant Espanya en la classificació. El seu major èxit fou la tercera posició assolida a la Copa del Món de futbol de 2002. També fou semifinalista a l'Eurocopa de futbol de 2008.

## Competicions
- Lliga d'Ankara de futbol
- Lliga d'Esmirna de futbol
- Lliga de futbol d'Istanbul
- Campionat turc de futbol
- Lliga Nacional turca de futbol
- Lliga turca de futbol
- Segona Divisió turca de futbol
- Copa turca de futbol
- Supercopa turca de futbol
- Copa Atatürk
- Copa de l'Associació d'Escriptors d'Esports Turcs
- Copa del Primer Ministre turca de futbol
- Lliga turca de futbol de dones

## Principals clubs
- Adana Demirspor Kulübü (Adana)
- Adanaspor A.Ş. (Adana)
- Altay Spor Kulübü (Esmirna)
- Ankara Demirspor (Ankara)

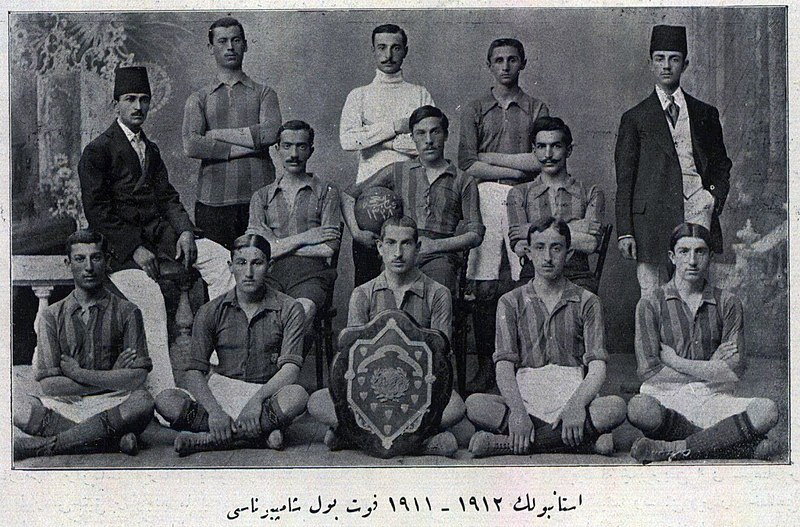
Equip de futbol Fenerbahçe, temporada 1911-12

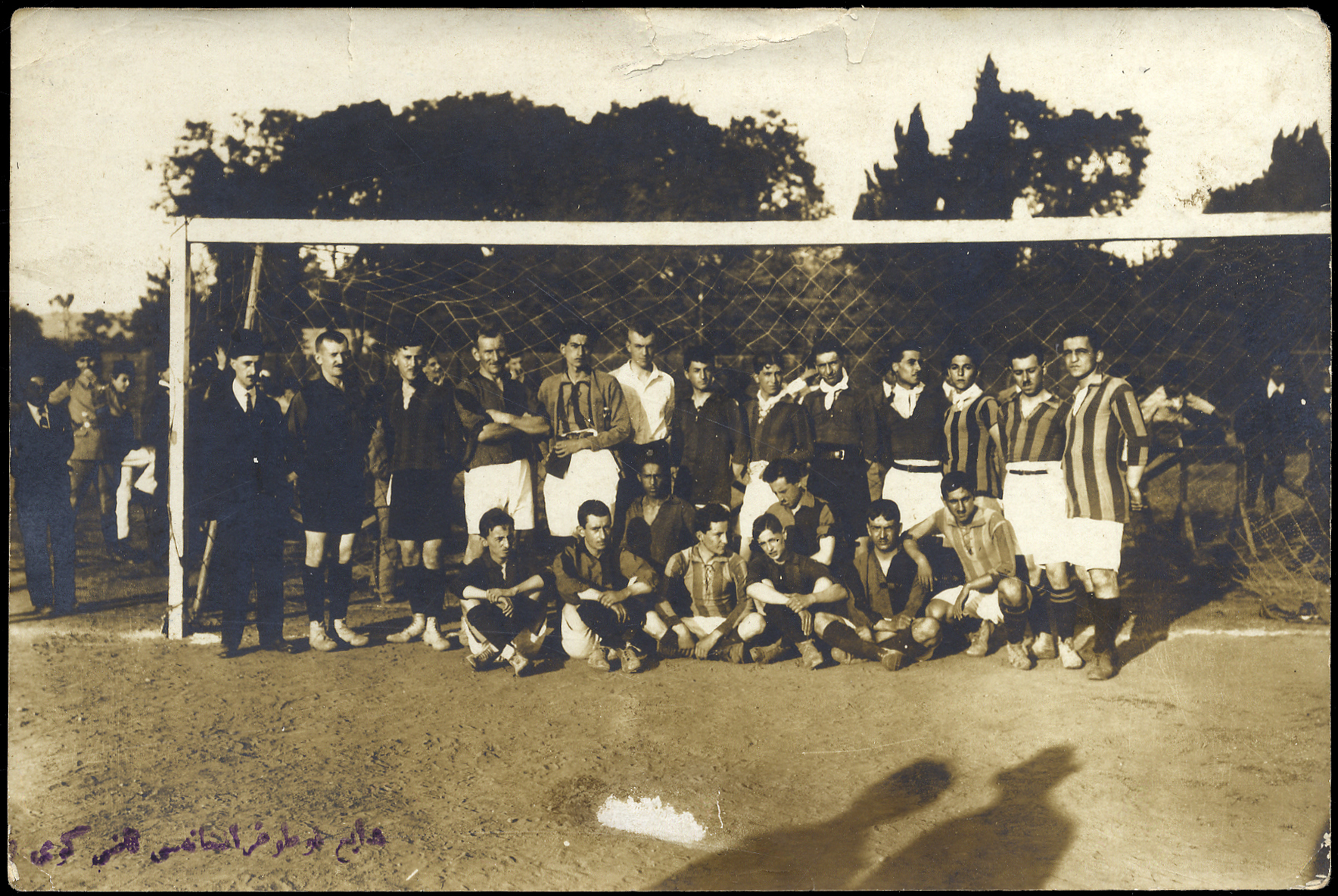
Galatasaray la temporada 1918-19

- Makina Kimya Endüstrisi Ankaragücü (Ankara)
- Antalyaspor Kulübü (Antalya)
- Beşiktaş Jimnastik Kulübü (Istanbul)
- Boluspor Kulübü (Bolu)
- Bursaspor Kulübü (Bursa)
- Denizlispor Kulübü (Denizli)
- Diyarbakırspor Kulübü (Diyarbakır)
- Eskişehirspor Kulübü (Eskişehir)
- Fenerbahçe Spor Kulübü (Istanbul)
- Galatasaray Spor Kulübü (Istanbul)
- Gaziantepspor Kulübü (Gaziantep)
- Gençlerbirliği Spor Kulübü (Ankara)
- Giresunspor Kulübü (Giresun)
- Göztepe Gençlik ve Spor Kulübü (Esmirna)
- İstanbul Başakşehir Futbol Kulübü (Istanbul)
- İstanbulspor Anonim Şirketi (Istanbul)
- Karşıyaka Spor Kulübü (Karşıyaka, İzmir)
- Kasımpaşa Spor Kulübü (Istanbul)
- Kayseri Erciyesspor Kulübü (Istanbul)
- Kayserispor Kulübü (Kayseri)
- Kocaelispor Kulübü (Izmit)
- Konyaspor Kulübü (Konya)
- Malatyaspor Kulübü (Malatya)
- Manisaspor Kulübü (Manisa)
- Mersin İdman Yurdu (Mersin)
- Orduspor Kulübü (Ordu)
- Osmanlıspor Futbol Kulübü (Ankara)
- Çaykur Rizespor Kulübü (Rize)
- Sakaryaspor Kulübü (Adapazarı)
- Samsunspor Kulübü (Samsun)
- Sarıyer Gençlik Kulübü (Istanbul)
- Sivasspor Kulübü (Sivas)
- Trabzonspor Kulübü (Trabzon)
- Vefa Spor Kulübü (Istanbul)

## Principals estadis

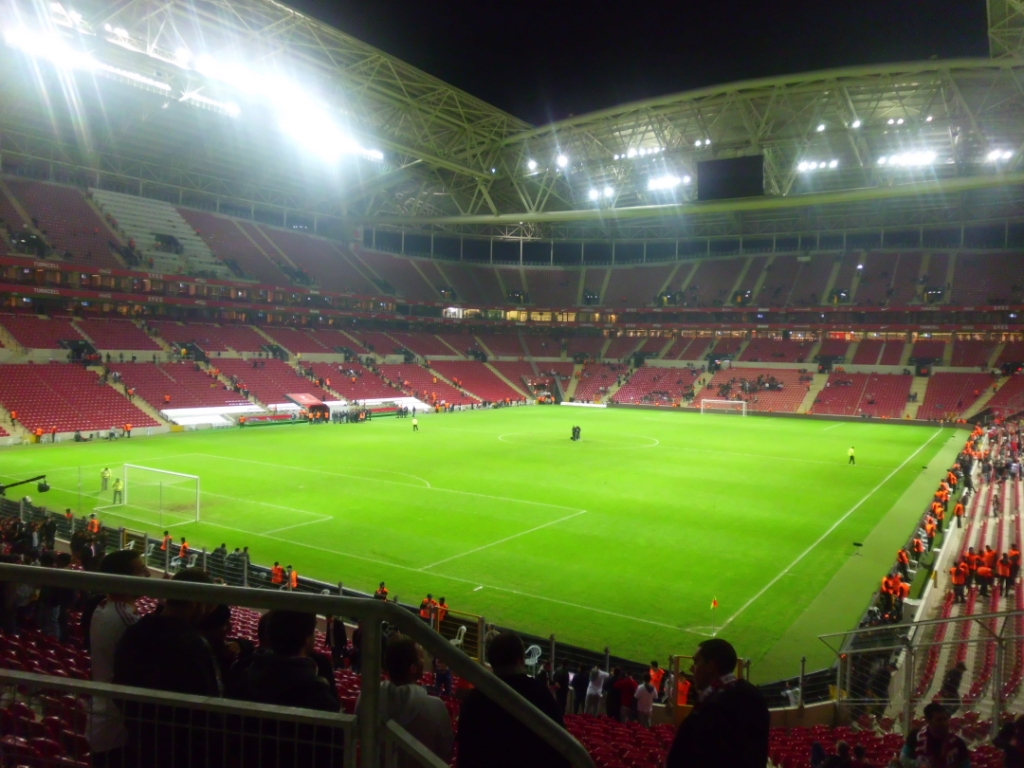
Türk Telekom Arena seu del club Galatasaray SK.

| #  | Estadi                        | Capacitat | Ciutat     | Inauguració |
| -- | ----------------------------- | --------- | ---------- | ----------- |
| 1  | Atatürk Olimpiyat Stadı       | 76.092    | Istanbul   | 2002        |
| 2  | Türk Telekom Stadı            | 52.223    | Istanbul   | 2011        |
| 3  | Atatürk Stadı                 | 51.295    | Esmirna    | 1971        |
| 4  | Şükrü Saracoğlu Stadyumu      | 47.834    | Istanbul   | 1908        |
| 5  | Timsah Arena                  | 43.361    | Bursa      | 2015        |
| 6  | Torku Arena                   | 42.276    | Konya      | 2014        |
| 7  | Vodafone Park                 | 41.188    | Istanbul   | 2016        |
| 8  | Medical Park Arena            | 40.775    | Trebisonda | 2017        |
| 9  | Cebeci İnönü Stadium (tancat) | 37.000    | Ankara     | 1967        |
| 10 | Eskişehir Stadı               | 34.930    | Eskişehir  | 2016        |

## Jugadors destacats
Fonts:
Des de 1920
- Alaattin Baydar
- Zeki Rıza Sporel

Des de 1950
- Basri Dirimlili
- Lefter Küçükandonyadis
- Suat Mamat
- Turgay Şeren

Des de 1960
- Can Bartu
- Naci Erdem
- Metin Oktay

Des de 1970
- Ali Kemal Denizci
- Fatih Terim
- Cemil Turan

Des de 1980
- Rıza Çalımbay
- Tanju Çolak

Des de 1990
- Oğuz Çetin
- Abdullah Ercan
- Tugay Kerimoğlu
- Bülent Korkmaz
- Hami Mandıralı
- Alpay Özalan
- Hakan Şükür

Des de 2000
- Fatih Akyel
- Yıldıray Baştürk
- Emre Belözoğlu
- Nihat Kahveci
- Rüştü Reçber
- Tuncay Sanli
- Hasan Şaş

Des de 2010
- Hamit Altıntop
- Nuri Şahin
- Arda Turan